# Bleiswijk
Bleiswijk (uitspraakⓘ) is een plaats en voormalige gemeente in de Nederlandse provincie Zuid-Holland. De voormalige gemeente telde 10.369 inwoners (1 juli 2006, bron: CBS) en had een oppervlakte van 21,99 km² (waarvan 0,82 km² water). Op 1 januari 2007 is de gemeente Bleiswijk samengegaan met de gemeenten Bergschenhoek en Berkel en Rodenrijs in de nieuwe gemeente Lansingerland.

## Geschiedenis

### 1100-1700
Rond 1100 werd begonnen met het ontginnen van de Hollandse veengebieden. Uit deze tijd zijn geen gebouwen over, maar wel de afwateringskanalen naar de Rotte waaronder de Lange Vaart. In deze tijd werden de eerste boerderijen in dit gebied gebouwd. Sinds de 15e eeuw ligt de landscheiding tussen Bleiswijk en Berkel en Rodenrijs. In de 12e eeuw werd voor het eerst gesproken over Bleiswijk en de heerlijkheid Bleiswijk. Er heeft rond de 11e eeuw vermoedelijk het slot Kranenburg gestaan, waaraan het Kranenburgplein aan de Dorpstraat zijn naam te danken heeft. De groei van de steden rondom Bleiswijk na de Middeleeuwen heeft ervoor gezorgd dat er bij Bleiswijk veen werd afgegraven om turf van te maken. In deze tijd groeide Bleiswijk van ongeveer 100 huizen in 1500 naar 400 in 1700. Aan het begin van de 18e eeuw leefden er ongeveer 2000 mensen in Bleiswijk. Het gebied rond Bleiswijk bestond in de tijd na de verveningen voor 80% uit water. Door de vele overstromingen van de afgegraven veenplassen liep de bevolking later in de 18e eeuw terug tot zo'n 1000 inwoners.

### 1750-nu
In 1772 is men begonnen met het droogmalen van de Bleiswijkse polder. Met behulp van zeven molengangen met windmolens nam dit tien jaar in beslag. Op de nieuwe gronden werden handelsgewassen zoals granen, vlas en aardappelen verbouwd. De korenmolen aan de Hoefweg stamde uit deze tijd, hij is in 1940 afgebroken, de naam Korenmolenweg herinnert er nog aan. In 1855 werd de rooms-katholieke Onze-Lieve-Vrouw Visitatiekerk gebouwd. In de 19e eeuw nam de bevolking van Bleiswijk toe van ongeveer 1100 naar 1600 inwoners. De glastuinbouw ontwikkelde zich in de 20e eeuw sterk en mede daardoor groeide de bevolking van 2.500 in 1940 naar 12.000 in 2021. Nadat de kom van het dorp vol raakte kwamen er nieuwe woonwijken. Vanaf 2014 werd in een voormalig tuinbouwkassengebied de woonwijk De Tuinen gebouwd.

### Inwonertal
| Jaar           | Inwonertal |
| -------------- | ---------- |
| 1500           | 400        |
| 1600           | 900        |
| 1700           | 2000       |
| 1800           | 1100       |
| 1900           | 1600       |
| 1920           | 1938       |
| 1930           | 2204       |
| 1940           | 2475       |
| 1950           | 3010       |
| 1960           | 3336       |
| 1970           | 5039       |
| 1980           | 7784       |
| 1990           | 9081       |
| 2000           | 10144      |
| 2010 (geschat) | 10500      |
| 2019           | 12000      |
| 2021           | 12050      |
| 2023           | 12040      |

### Monumenten
In 1532 is de huidige Nederlands Hervormde kerk gebouwd (toen nog rooms-katholiek). Dit is het enige gebouw dat nog over is uit die tijd. Uit de 18e eeuw is overigens ook nog een sluisje over genaamd 'Bleiswijkse Verlaat', dat aan het eind van de Lange Vaart ligt bij de Rotte (gebouwd 1772).
De kerk Onze Lieve Vrouw Visitatie uit 1852 is een typische Waterstaatskerk.
Zie ook: 
- Lijst van rijksmonumenten in Bleiswijk
- Lijst van gemeentelijke monumenten in Bleiswijk

## Politiek
Het college van Bleiswijk werd gevormd door het CDA, de VVD en de PvdA. De laatste gemeenteraad was als volgt samengesteld:
- CDA - 6 zetels
- VVD - 5
- ChristenUnie - 2
- PvdA - 2

## Wijken
- Molenwijk
- Sterrenwijk
- Bomenwijk
- Vogelwijk
- Oranjewijk
- Schilderswijk
- Zeeheldenwijk
- De Tuinen

### Overige kern
- Kruisweg

## Muziek
Bleiswijk heeft een muziekvereniging, Crescendo, die sinds 1896 bestaat.

## Media
Bleiswijk heeft een lokale omroep: RTV Lansingerland. Daarnaast zijn er twee weekbladen, namelijk De Heraut en Hart van Lansingerland. De 3B-Krant is opgegaan in Hart van Lansingerland. Ook is er een actuele nieuwswebsite 112Lansingerland met actueel 112-nieuws uit de gemeente Lansingerland.

## Kerkgebouwen
- De Rooms-Katholieke Onze-Lieve-Vrouw Visitatiekerk
- De Hervormde/PKN Dorpskerk (Bleiswijk)
- De Gereformeerde/PKN Open Hof
- De Gereformeerde Kerk (Hersteld) te Lansingerland

## Sport
Bleiswijk kent
- een tafeltennisvereniging (TTV Combat)
- een voetbalvereniging (SV Soccer Boys)
- een tennisvereniging (Ltvb, Lawntennisvereniging Bleiswijk)
- een hockeyvereniging (HVB, Hockeyvereniging Bleiswijk)
- een korfbalvereniging (Weidevogels)
- een badmintonvereniging (Fly over)
- een schaatsvereniging (IJsclub Bleiswijk)
- een jeu de boulesvereniging (Bleiswijkse jdb vereniging)
- een atletiekvereniging (Bleiswijkse Kieviten)
- een turnvereniging (Saturnia)

## Bedrijven en instellingen

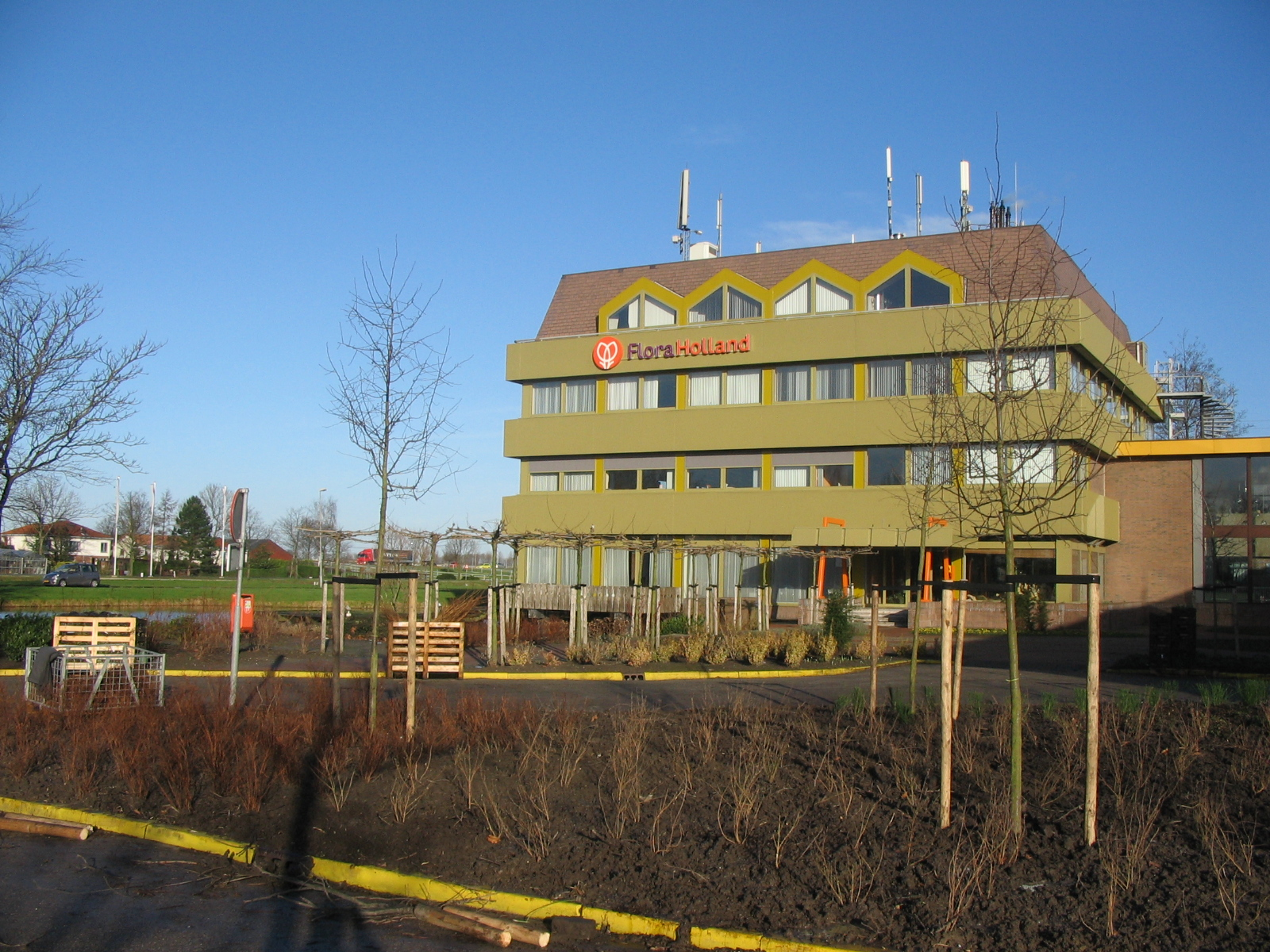
Bloemenveiling FloraHolland, te Bleiswijk

### Bedrijventerreinen
- Prisma
- Hoefweg-Zuid
- De Hoefslag
- Greenparc (veiling)

## Recreatiegebied Rottemeren
Het natuur- en recreatiegebied de Rottemeren is een door veenafgraving ontstaan gebied met plassen. Het ligt tussen Rotterdam en de gemeentes Lansingerland en Zuidplas. In het gebied kan worden gefietst of gewandeld. De Landelijke Fietsroute van de ANWB LF2 loopt door dit gebied. Er zijn verschillende restaurants in het Rottemerengebied. Ook is er een Wellness centrum sauna, een sportzaal en een klimberg, de Roerdomp.

## Verkeer en vervoer

### Wegen

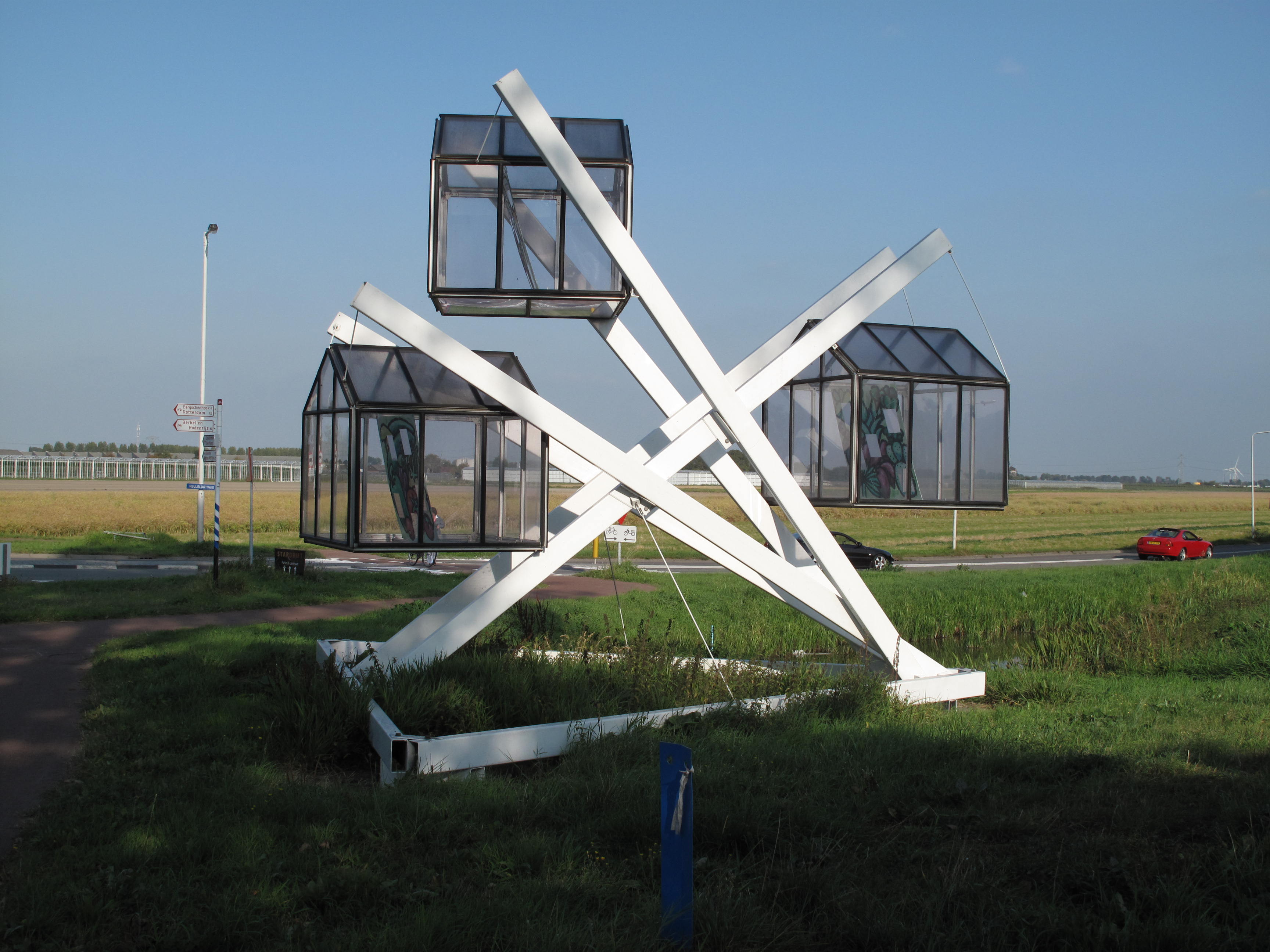
moderne kunst langs de weg

Bleiswijk ligt niet ver van Rotterdam en Den Haag. Via de N209 is Rotterdam te bezoeken. Langs de N209 kan de A12 bereikt worden, deze verbindt Utrecht, Gouda en Arnhem in het oosten met Zoetermeer en Den Haag in het westen.

### Openbaar vervoer
Bleiswijk is met het openbaar vervoer te bereiken met bussen vanuit Zoetermeer en Berkel en Rodenrijs. Door middel van het nieuw gebouwde station Lansingerland-Zoetermeer heeft Bleiswijk in Zoetermeer een betere aansluiting op de spoorlijn Gouda - Den Haag gekregen. De naam van het station is afgeleid van Lansingerland en Zoetermeer, omdat het station op de grens van deze twee gemeenten ligt. Het station is onderdeel van het project Stedenbaan, een metro-achtige verbinding van stoptreinen in de Randstad. De verlengde Oosterheemlijn van RandstadRail kruist bij station Lansingerland-Zoetermeer de spoorlijn Gouda - Den Haag en eindigt daar. Het nieuwe station is in 2019 geopend. Zo kreeg Bleiswijk een goede verbinding met Den Haag en Gouda.

#### Buslijnen in en rond Bleiswijk
Sinds 8 december 2012 wordt het openbaar vervoer in Bleiswijk verzorgd door de RET. Sinds de aanleg van de ZoRo-busbaan rijdt alleen lijn 173 met verhoogde frequentie nog door het centrum, en is buslijn 174 vanuit Zoetermeer richting Delft komen te vervallen. Op enige afstand van de dorpskern beschikt Bleiswijk ook over een eigen halte van de ZoRo-bus.
| lijn 170            | lijn 173            | lijn 174            |
| ------------------- | ------------------- | ------------------- |
| Berkel en Rodenrijs | Berkel en Rodenrijs | Rotterdam           |
| Bergschenhoek       | Bergschenhoek       | Bergschenhoek       |
| Bleiswijk           | Bleiswijk           | Berkel en Rodenrijs |
| Zoetermeer          | Zoetermeer          | Pijnacker           |
|                     |                     | Delft               |

## Geboren
- Cor Gubbels (1898-1975), snelwandelaar
- Dolf Kerklaan (1987), doelman
- Henry Kraaijenbos (1965), langebaanschaatser
- Joost Luiten (1986), golfer
- Aad Veenman (1947), manager en bestuurder
- Dick Verbakel (1954-2022), R.K. priester; vicaris-generaal van het bisdom Rotterdam
- Jacob Isaac van Waning (1815-1843), burgemeester
- Willem Johannes Philippus van Waning (1844-1915), marineofficier
- Willem van Waning (1817-1895), burgemeester
- Wilco Zeelenberg (1966), motorcoureur